# Reserva Natural Nacional de Altun Shan

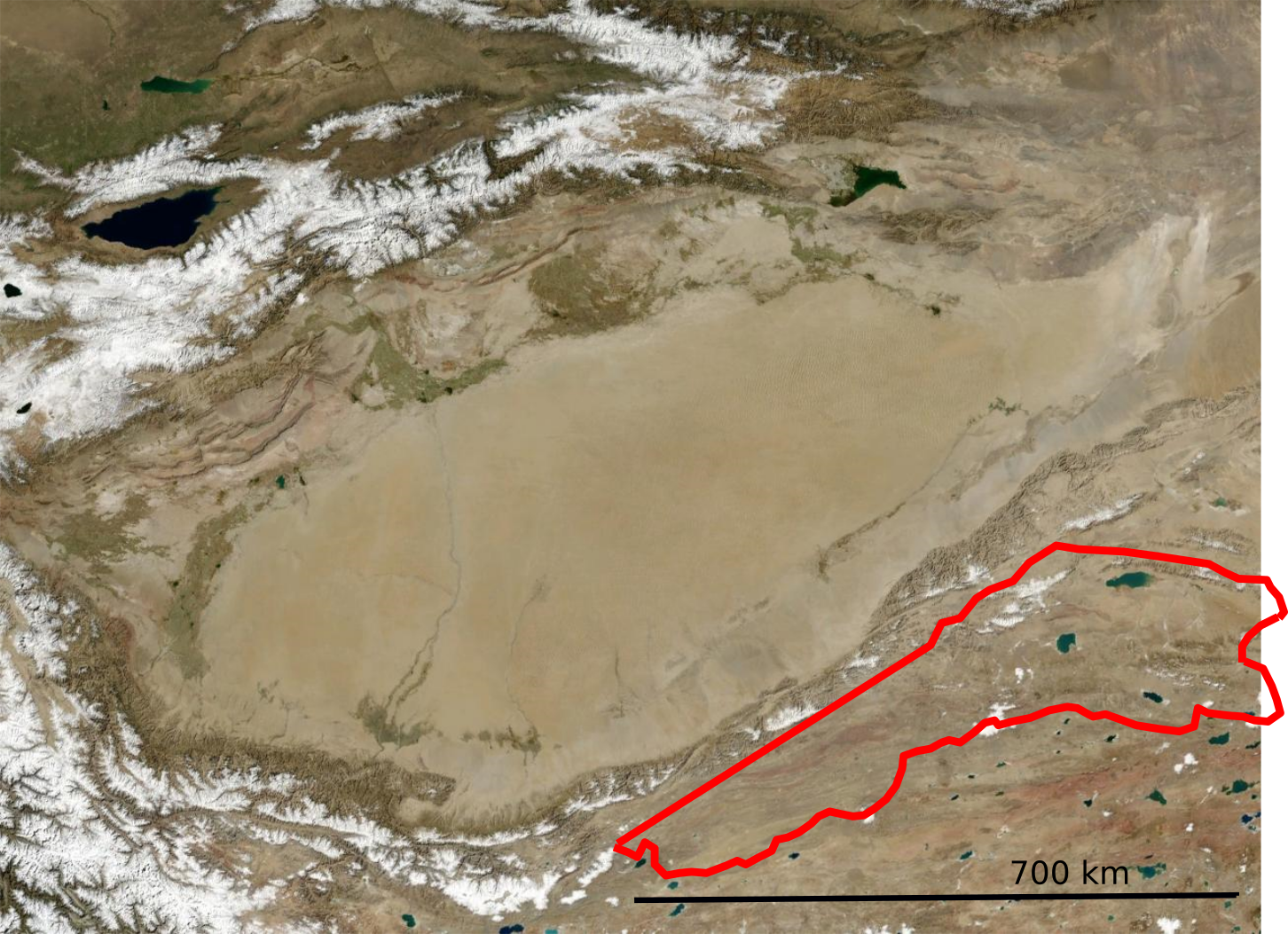
Fronteiras da Reserva Natural Nacional Altun Shan (em vermelho).

A Reserva Natural Nacional de Altun Shan (chinês tradicional: 阿爾金山, chinês simplificado: 阿尔金山, pinyin: Ā'ěr jīnshān) é uma área protegida na China. Caracteriza-se por ser uma área grande e árida no sudeste da Região Autónoma de Xinjiang, na margem norte do planalto tibetano e na extremidade sul da bacia do Tarim, no noroeste da China. A reserva circunda a bacia de Kumkol, uma bacia endorreica (sem saídas para o mar) no terço ocidental das montanhas Altyn-Tagh ("Altun Shan"). A reserva é por vezes referida como a "Reserva Natural das Montanhas Arjin", ou "Aerjinshan".

## Topografia
Há três lagos grandes na bacia de Kumkol, na reserva: o lago Ayakum, o lago Aqqikkal e o lago Jingyu. Todos são salinos ("lagos de sal"). O mais setentrional, o lago Ayakum, está situado a uma altura de 3 866 metros, e tem uma área de cerca de 732 mil metros quadrados. A sua profundidade atinge os 22 metros. A oeste do Lago Ayakum está o Lago Aqqikkal, a uma altitude de 4248 metros, tendo 16 quilómetros de diâmetro. O lago Jingyu é o mais a sul.

## Eco-região
A maior parte da reserva está na eco-região do deserto alpino do norte do Planalto Tibetano-Kunlun, uma área caracterizada pela extrema aridez, ventos fortes e invernos muito frios. O nordeste da reserva, ao redor do Lago Ayakum, encontra-se no semi-deserto da Bacia de Qaidam. As temperaturas atingem uma média de 13,6 °C em Agosto, e de -28 °C em Janeiro. Há pouca ou nenhuma precipitação na maioria dos anos, contudo ocorre alguma cobertura de geada.

## Flora e fauna
A reserva oferece um espaço fora do desenvolvimento humano para alguns dos maiores rebanhos de animais de cascos na Ásia: ao vulnerável iaque selvagem tibetano (Bos mutus) (cerca de 10 000 indivíduos), ao burro selvagem (30 000) e ao antílope tibetano (Pantholops hodgsonii) (cerca de 75 000). A área é igualmente um habitat importante para Pika de Kozlov — em perigo — e para o Pika Ladak, relativamente comum. Há também populações pequenas dos dholes (cães asiáticos selvagens).